# Midnight Resistance
Midnight Resistance (ミッドナイトレジスタンス, Middonaito Rejisutansu) es un juego run and gun producido por Data East y lanzado para los arcades en 1989. Midnight Resistance transcurre en un futuro distópico donde el jugador controla a un miembro de una resistencia, quien se embarca en una misión para rescatar a su familia secuestrada por un narcotraficante.
El juego ha sido porteado a la Sega Mega Drive en 1991, siendo el primer videojuego de Data East para la consola. El juego también fue adaptado por Ocean Software para computadoras hogareñas.

## Trama
En la versión de arcade, dos hermanos sin nombre se encuentran en una misión para rescatar a su familia de una entidad conocida como King Crimson.
En la versión de Sega Genesis/Mega Drive, el protagonista es Johnny Ford, quien es miembro de un grupo operativo que acaba con cárteles en Sudamérica. Tras completar su última misión, Johnny regresa a casa solamente para encontrarla en ruinas, y encuentra una nota explicando que King Crimson ha secuestrado a toda su familia. La razón detrás del secuestro es que el padre de Johnny, Malcolm Ford, se encontraba desarrollando un suero que podría ayudar a la gente a librarse de sus adicciones a todos los narcóticos. Como el gobierno es incapaz de ayudar a Johnny, él decide embarcarse por su cuenta a rescatar a su familia y destruir al malvado imperio de King Crimson para bien.

## Jugabilidad
Midnight Resistance utiliza mecánicas de juego y controles similares a los de la serie de Contra, y se puede jugar de hasta dos jugadores en simultáneo (excepto en Sega Mega Drive/Genesis). La característica más distintiva es la inclusión de un joystick rotable similar a aquel utilizado en Ikari Warriors, además de un conjunto tradicional de botones de salto y disparo, permitiendo al jugador ajustar la puntería de su personaje en una de las ocho direcciones rotando el joystick en sentido horario o antihorario. Esto permite al jugador apuntar en una dirección y moverse en otra, tanto cuando se arrastra como cuando salta.
El sistema de potenciadores es similar al de Heavy Barrel (un juego previo de Data East), donde el jugador puede recolectar llaves tras derrotar ciertos soldados enemigos (cada jugador podrá poseer hasta seis llaves a la vez). Al final de cada nivel, el jugador entrará en un depósito de armas donde se podrán encontrar varias armas y potenciadores nuevos dependiendo del número de llaves que el jugador lleve consigo. Cuando el jugador pierda una vida, soltará todas las armas y llaves que lleve, y solo podrán recuperarse en caso de que no haya caído fuera de la pantalla.
Los dos tipos de armas que pueden comprarse en las tiendas son armas especiales que reemplazarán el rifle inicial del jugador (o cualquier arma especial previa) y las armas de la mochila, que pueden ser disparadas moviendo el joystick hacia arriba y pulsando el botón de disparo. Ambos tipos de armas tienen munición limitada, y cuando el arma especial se quede sin munición, volverá a ser el rifle inicial. Se podrá comprar munición adicional para el arma actual del jugador en las tiendas cuando esté disponible. Otros potenciadores incluyen una «supercarga» que mejora el poder del arma actual (que se perderá cuando el jugador pierda una vida), una barrera que proporciona invencibilidad temporal, y vidas extra.
Existen nueve niveles en total, cada uno con sus propios obstáculos y adversarios que el jugador deberá vencer. Antes de los últimos niveles, las llaves que se hayan recolectado durante el penúltimo nivel podrán usarse para liberar a los familiares del jugador antes de la batalla final con King Crimson. El final cambiará dependiendo de cuántos familiares haya rescatado el jugador.

## Ports

### Mega Drive/Genesis
El port de Mega Drive fue distribuido por Data East en Japón en 1991. Su contraparte en Norteamérica fue distribuida por Sega ese mismo año. La versión de Mega Drive/Genesis fue desarrollada por Data East junto a las compañías ISCO y Opera House. El 27 de octubre de 2022, fue incluido en los juegos para Sega Genesis Mini 2.
Aunque los gráficos y los diseños de niveles sean similares a la versión de arcade, los controles fueron cambiados para acomodarse a la falta de un joystick rotable. Existen cuatro configuraciones de controles. Los controles predeterminados permiten al jugador apuntar en la dirección en la que se mueve, y retener la mira manteniendo pulsado el botón B. Las demás configuraciones se parecen más a los controles de arcade, permitiendo al jugador rotar la puntería en sentido horario, antihorario o alternar entre los dos. El jugador dispara su arma de forma automática, activando o desactivando el disparo con el botón A. A diferencia de la versión de arcade, la versión hogareña es de un solo jugador.

### Computadoras hogareñas
Cerca de la misma época en la que el juego fue lanzado para la Mega Drive/Genesis en Japón y Norteamérica, Ocean Software distribuyó en Europa ports para Commodore 64, ZX Spectrum, Amstrad CPC, Amiga, y Atari ST, todos desarrollados por Special FX.
La versión de Spectrum tiene un estilo completamente rediseñado y caricaturesco. Posee menos colores en pantalla debido a los límites del hardware. Ha sido porteado a la Amstrad CPC como una versión simplificada, como se hacía en aquella época, debido a que ambas computadoras compartían el mismo procesador. Carece de la música y el color de la versión del 128 Spectrum, y tiene menos armas comprables al final de cada nivel.

## Recepción
En Japón, Game Machine listó a Midnight Resistance en su edición del 15 de diciembre de 1989 como la quinta unidad de arcade más exitosa del mes.
La revista MegaTech elogió las armas y la acción del port de Mega Drive/Genesis, pero criticó la falta del modo de dos jugadores, y dijo que el juego le resultó demasiado fácil.
El port de ZX Spectrum recibió un puntaje de 90% en Sinclair User y 93% en la revista CRASH. También ha sido incluido en sus 100 mejores juegos de Spectrum jamás hechos en el puesto 10. La versión de Spectrum fue votada como el número 11 en el top 100 mejores juegos de todos los tiempos de los lectores de Your Sinclair.
El port de Commodore 64 recibió un puntaje de 90% de parte de la revista Zzap!64. También ha sido incluido en sus 100 mejores juegos de C64 jamás hechos [cita requerida].